# 641 a.C.

## Eventos
- Josias, filho de Amom, torna-se rei de Judá, com oito anos de idade.[1]

## Mortes
- Amom, rei de Judá, após reinar por dois anos, assassinado por seus servos.[1]